# Siegfried Westphal

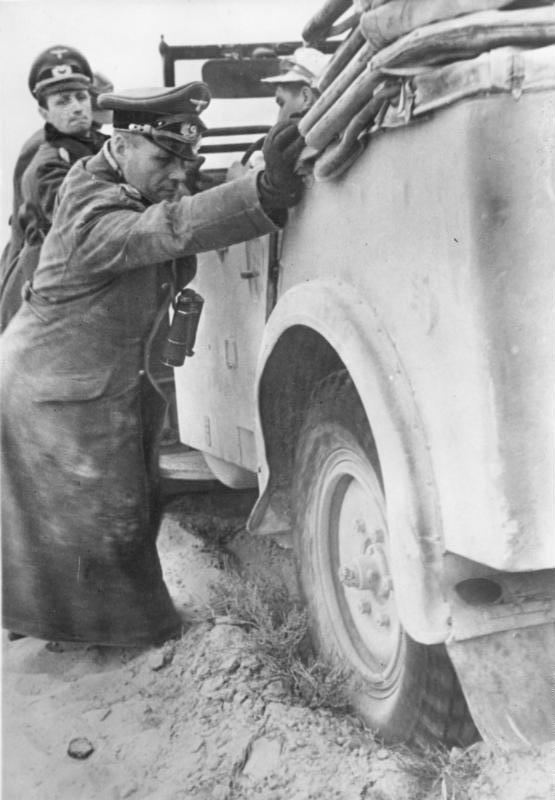
Westphal (detrás) ayudando a Erwin Rommel (delante) a empujar un vehículo de estado mayor en el Norte de África (1941)

Karl Theodor Siegfried Westphal (18 de marzo de 1902 - 2 de julio de 1982) fue un militar alemán del arma de caballería y perteneciente al cuerpo de oficiales de estado mayor. Se desempeñó como jefe de Estado Mayor de los mariscales de campo Erwin Rommel, Albert Kesselring y Gerd von Rundstedt.

## Vida personal
Nació el 18 de marzo de 1902 en Leipzig, Sajonia, Alemania. Falleció el 2 de julio de 1982 en Celle, Baja Sajonia.

## Su desempeño militar
Sus hechos destacados en su vida militar son:
- En 1917 ingresó al Centro de Cadetes de Cross-Lichterfeld de Berlín, por el lapso de un año.

- En 1921 estudió en la Escuela de Infantería de Múnich recibiendo su grado de teniente el 1.º de diciembre de 1922.

- En 1932 fue transferido en secreto a la Academia de Berlín para su formación como oficial de estado mayor.

- El 1 de mayo de 1934 fue ascendido a capitán.

- En agosto de 1935 pasa al Estado Mayor General del Ejército.

- El 10 de noviembre de 1938 fue nombrado jefe del 2.º Escuadrón del Regimiento de Caballería 13 de Lüneburg.

- Con la movilización de la 58 División de Infantería, fue designado su oficial de operaciones del estado mayor (Ia).

- En marzo de 1940 pasa a ser oficial de estado mayor del XXVI Cuerpo de Ejército. Asciende  a Mayor.

- Desde el 1 de agosto de 1940 fue miembro de la comisión del Armisticio Franco-Alemán.

- El 30 de enero de 1941 es promovido a teniente coronel.

- Fue enviado a África el 15 de junio de 1941 como oficial de operaciones del estado mayor del Grupo Panzer África.

- En enero de 1942 reemplaza como jefe de Estado Mayor del Ejército Panzer África al general Alfred Gause, que se desplazó a Alemania por problemas de salud.

- El 1 de junio de 1942 fue gravemente herido por esquirlas de mortero y es transferido a su hogar para su recuperación.

- El 1 de agosto de 1942 fue ascendido a coronel.

- A mediados de agosto de 1942, regresó a su puesto como Ia. El 1 de octubre de 1942 fue nombrado oficial de operaciones del Ejército Panzer Germano-Italiano en África.

- Desde el 6 al 19 de diciembre de 1942 estuvo a cargo de la 164 División de Infantería.

- El 1 de enero de 1943 fue transferido a Alemania para la cura de una enfermedad prolongada.

- El 1 de marzo de 1943 fue ascendido a General de División.

- A mediados de junio de 1943, fue nombrado jefe del Estado Mayor del Comando en Jefe Sur.

- A finales de noviembre de 1943 fue nombrado jefe de Estado Mayor del Comando en Jefe Oeste.

- El 1 de abril de 1944 fue ascendido a teniente general.

- El 5 de junio de 1944, que fue separado y puesto en la Reserva. A principios de septiembre de 1944, fue nombrado jefe de Estado Mayor del Comandando en Jefe Oeste.

- El 1 de febrero de 1945 fue promovido a General de Caballería.

- A mediados de abril de 1945 es nombrado Jefe del Estado Mayor del Comando en Jefe Sur.

## Vida luego de la rendición
Luego de su rendición el 6 de mayo de 1945, fue designado por el general Eisenhower como Comandante Supremo del Sur. En los próximos dos meses, fue responsable de la puesta en práctica de la rendición y la desmovilización en Austria y el sur de Baviera. Luego fue encarcelado en la fortaleza de Landsberg.
Desde principios de octubre de 1945, fue detenido por cerca de nueve meses para ser testigo de los juicios de Núremberg. A mediados de junio de 1946, compareció ante dicho tribunal militar en calidad de testigo. Posteriormente fue internado hasta finales de 1947 en Freising.
Luego de su liberación se dedicó a la industria siderúrgica donde tuvo un desempeño próspero.
En 1950 publicó el libro: "Ejército con grilletes - De los documentos de Jefe de Estado Mayor de Rommel, Kesselring y Rundstedt".
En noviembre de 1959, fue elegido Presidente del círculo de asociaciones de los soldados alemanes.

## Condecoraciones
Westphal recibió las siguientes condecoraciones:
- Medalla de Hierro 2.ª clase. Otorgada el 11 de mayo de 1940.

- Medalla de Hierro 1.ª clase. Otorgada el 28 de mayo de 1940.

- Cruz Alemana en Oro. Otorgada el 20 de diciembre de 1941.

- Cruz de Caballero de la Cruz de Hierro. Otorgada el 29 de noviembre de 1942.

- Insignia de Herido en Negro.

- Insignia de Combate Tanque.

- Medalla del Afrika Korps.